# Giovanni Carlo Boschi
Giovanni Carlo Boschi (Faenza, 9 d'abril de 1715 – Roma, 6 de setembre de 1788) va ser un cardenal i arquebisbe italià.

## Biografia
Nasqué a Faenza (Emília-Romanya) el 9 d'abril de 1715, fill d'una família patrícia. El seu pare era el comte Pietro Antonio Boschi. Va començar els seus estudis sota la supervisió del seu oncle, Giovanni Boschi, canonge i arxipreste de la catedral de Faenza, sent enviat a Roma, on estudià al Collegio Clementivo entre 1725 i 1732, i després a l'Acadèmia dels nobles eclesiàstics entre 1732 i 1737, doctorant-se finalment a la Universitat La Sapienza el 1746 en dret civil i canònic.
El 1740 va ser nomenat canonge de la basílica Liberiana. El Papa Benet XIV el nomenà membre de l'Acadèmia d'Història Eclesiàstica. Al 1743 va ser nomenat consultor de la Sagrada Congregació pels Ritus. Canonge de la basílica Vaticana el1744, rebé els ordes menors el 7 de febrer de 1745.
El 5 de març de 1746 va ser ordenat prevere. Va ser nomenat refrendari dels Tribunals de la Signatura Apostòlica de Gràcia i Justícia, Prefecte de cambra del Papa Benet XIV, prelat de la Sagrada Congregació Consistorial, Prelat domèstic, Protonotari Apostòlic i Prefecte de la Casa Pontifícia al setembre de 1759.
El 22 de setembre de 1760 va ser elegit arquebisbe titular d'Atenes, sent consagrat bisbe el 5 d'octubre de 1760 pel Papa Climent XIII. El mateix Papa l'elevà al Col·legi Cardenalici al consistori del 21 de juliol de 1766, amb el títol de cardenal prevere de Ss. Giovanni e Paolo. Va ser adscrit a les congregacions del Sant Ofici, Propaganda Fide, Ritus, Consistorial, Índex i Examinació dels Bisbes. L'1 de setembre de 1767 va ser nomenat Penitencier Major de la Penitenciaria Apostòlica, càrrec que ostentaria fins a la seva mort. Prefecte de la Congregació per a la correcció dels llibres de les Esglésies Orientals.
Va participar en el conclave de 1769, en el que s'escollí a Climent XIV; i durant el seu pontificat va mantenir un perfil baix. Camarlenc del Col·legi de Cardenals. El gener de 1774 va passar a ser Pro-Prefecte de la Congregació de la Disciplina Regular. Participà en el conclave de 1774-1775, en el que va patir el veto del rei Carles III d'Espanya en considerar-lo filo-jesuïta. Al 1776 va encarregar-se de les negociacions entre la Santa Seu i el govern de Mòdena per la modificació del Codi de 1771, però la mort del duc Francesc III i l'ascens del duc Hèrcules III al 1780 va fer que la negociació fracassés. El 1784 optà pel títol de San Lorenzo in Lucina; i finalment va ser cardenal protoprevere.
Va morir el 6 de setembre de 1788, sent enterrat a la seva església titular, de San Lorenzo i Lucina.